# Heart of Gold (Alice Nineの曲)
『Heart of Gold』（ハート・オブ・ゴールド）は、Alice Nineの通算18枚目のシングル。2011年9月7日に徳間ジャパンコミュニケーションズから発売された。

## 解説
初回限定盤Aはタイトル曲のMUSIC CLIP、MUSIC CLIP MAKING映像DVD付き。初回限定盤BはMULTI ANGLE Ver.映像DVD付きであり各メンバーのオンリーバージョンのミュージックビデオが収録されている。それぞれのバージョンが撮影されたのはAlice Nine初めてのことである。通常盤のカップリングに収録されている「ハイカラなる輪舞曲」は、ミニアルバム『ALICE IN WONDEЯLAND』に収録されている「ハイカラなる輪舞曲」のアナザーヴァージョン。

## 批評
『CDジャーナル』は「『Heart of Gold』は躍動感と疾走感にあふれたロック・ナンバー。『Ray』はスタイリッシュなグルーヴが魅力だ。」と批評した。

## 収録曲

### 初回限定盤A/B
1. Heart of Gold
  - 作詞：将／作曲:虎
2. Ray
  - 作詞：将／作曲:虎

### 通常盤
1. Heart of Gold
2. Ray
3. ハイカラなる輪舞曲（another version）
  - 作詞：将 作曲：アリス九號

沙我原曲。